# Kristalina Georgiewa
Kristalina Iwanowa Georgiewa, bułg. Кристалина Иванова Георгиева (ur. 13 sierpnia 1953 w Sofii) – bułgarska ekonomistka, wiceprezes (2008–2010) i dyrektor generalny (2017–2019) Banku Światowego, od 2010 do 2016 członkini Komisji Europejskiej, od 2014 równocześnie jej wiceprzewodnicząca, od 2019 dyrektor zarządzający Międzynarodowego Funduszu Walutowego.

## Życiorys
W 1976 uzyskała magisterium z zakresu ekonomii politycznej i socjologii w Wyższym Instytucie Ekonomicznym im. Karla Marksa w Sofii. W 1986 na tej samej uczelni obroniła doktorat poświęcony polityce ochrony środowiska i wzrostu gospodarczego w Stanach Zjednoczonych. Po studiach została pracownikiem naukowym Wyższego Instytutu Ekonomii (przemianowanego w 1990 na uniwersytet). W międzyczasie przez rok przebywała na stażu naukowym w London School of Economics. W 1993 przeszła do pracy w Banku Światowym. Awansowała w jego strukturach, obejmując kierownicze stanowiska, w tym w 2008 została mianowana wiceprezesem tej instytucji.
10 lutego 2010 objęła stanowisko komisarza ds. rozwoju i pomocy humanitarnej w drugiej komisji José Barroso. Jej kandydatura została przedstawiona przez bułgarski rząd po rezygnacji złożonej przez Rumjanę Żelewą. Pozostała także w nowej Komisji Europejskiej, na czele której stanął Jean-Claude Juncker (od 1 listopada 2014). Została w jej ramach wiceprzewodniczącą oraz komisarzem ds. budżetu i zasobów ludzkich.
We wrześniu 2016 bułgarski rząd wysunął jej kandydaturę na sekretarza generalnego ONZ. Ostatecznie na stanowisko to został wybrany António Guterres, były premier Portugalii oraz wysoki komisarz Narodów Zjednoczonych do spraw uchodźców.
W październiku 2016 Kristalina Georgiewa ogłosiła swoją rezygnację z końcem roku z członkostwa w Komisji Europejskiej. Wiązało się to z powołaniem jej na nowo utworzone stanowisko dyrektora generalnego Banku Światowego (od stycznia 2017).
We wrześniu 2019 została powołana na funkcję dyrektora zarządzającego Międzynarodowego Funduszu Walutowego (MFW) na pięcioletnią kadencję od 1 października tegoż roku. Stała się tym samym pierwszą osobą z państwa o rynku wschodzącym na tym stanowisku. Na skutek dyplomatycznych działań ze strony Francji odstąpiono w jej przypadku od dotychczas funkcjonującej w MFW zasady limitu wieku (zakładającej, że nikt nie powinien być w wieku ponad 65 lat w dniu objęcia funkcji).
Pojawiły się wobec niej zarzuty, że w trakcie pracy w Banku Światowym miała wywierać presję na pracowników banku, aby poprawić ocenę Chin w rankingu Doing Business 2017. W 2021 Rada Wykonawcza MFW uznała, że nie ma dostatecznie przekonujących dowodów na jej niewłaściwe zachowanie, pozostawiając ją tym samym na stanowisku.